# Angelo Rovati
Angelo Rovati (Monza, 3 dicembre 1945 – Milano, 19 aprile 2013) è stato un cestista, dirigente sportivo, politico e imprenditore italiano.
È stato uno dei consiglieri di Romano Prodi.

## Biografia

### Cestista e dirigente sportivo
Alto 1,94 m, negli anni sessanta e settanta è stato un noto giocatore di pallacanestro, prima con l'Oransoda Cantù poi con la Fortitudo Bologna, quindi con la Reyer Venezia. Si è ritirato nel 1973, quando era ancora in forza alla Libertas Forlì.
Dopo il ritiro dall'attività agonistica, nel 1976 è diventato general manager della Fortitudo Bologna, cambiando sponda e passando alla Virtus Bologna per la stagione 1978-1979, annata in cui le vu nere conquistarono lo scudetto. Dal 1986 al 1989 ha ricoperto il ruolo di vicepresidente della Cremonese, questa volta in ambito calcistico. Sempre per quanto riguarda il calcio, nel 1992-1993 è stato azionista del Bologna, ma è rientrato nel mondo del basket nel 1992 quando fu azionista di maggioranza della Virtus Roma fino al 1994.
Nel 1994, in contemporanea con la cessione della Virtus Roma a Giorgio Corbelli, dallo stesso imprenditore romagnolo Rovati ha ereditato la presidenza della Libertas Forlì, ruolo che ha lasciato nel 1997 complici le difficoltà societarie del club forlivese, cercando anche una fusione con Rimini respinta dalle due piazze per ragioni campanilistiche. Nel biennio 1996-1998 è stato presidente della Lega Basket.

### Imprenditore e politico
Dopo il ritiro dal campo giocato è diventato imprenditore nel settore dei montaggi industriali, della logistica e del catering.
Ha sostenuto Romano Prodi nelle campagne elettorali del 1996 e del 2006. Diviene consigliere della Presidenza del Consiglio nel maggio 2006, durante il Governo Prodi II. Decide di lasciare l'incarico nel mese di settembre, successivamente ad alcune polemiche legate al suo studio su un ipotetico piano di riassetto per Telecom Italia, consegnato in modo privato e riservato a Marco Tronchetti Provera.
Dopo la rinuncia all'incarico di consigliere di Prodi si prodigava nella ricostituzione della rinata Democrazia Cristiana che faceva capo a Giuseppe Pizza e che aveva ripreso nuovo vigore dopo la sentenza della Terza Sezione Civile del Tribunale di Roma dell'11 ottobre 2006 che riconsegnava l'eredità della vecchia DC - nome, simbolo e patrimonio - al partito guidato dal salernitano Pizza, finché anche questo partitino non confluirà nel Popolo della Libertà, dividendo il proprio destino da quello di Rovati che, nel 2007, sarà uno dei 45 membri del comitato nazionale di promozione del Partito Democratico.
Da tempo malato, è scomparso all'età di 67 anni il 19 aprile 2013.

## Vita privata
Sposato in prime nozze con Vanna Roversi, da cui aveva avuto il figlio Andrea, si era sposato in seconde nozze con la stilista Chiara Boni.